# Квинт Мамилий Витул
Квинт Мамилий Витул (на латински: Quintus Mamilius Vitulus) e политик на Римската република през 3 век пр.н.е.

## Биография
Произлиза от плебейската фамилия Мамилии. Брат е на Луций Мамилий Витул (консул 265 пр.н.е.).
През 262 пр.н.е. той е избран за консул. Негов колега е Луций Постумий Мегел. През юни те са изпратени с четири легиона в Сицилия и обсаждат град Агригентум, който е защитаван от един картагенски гарнизон с командир Ханибал Гиско. В началото на 261 пр.н.е. те побеждават пристигналата друга картагенска войска със слонове с командир Ханон в битката при Агригентум и завладяват града, плячкосват го и продават всички негови жители в робство. Тази победа не е наградена с триумф, понеже голяма част от картагенската войска успява да избяга, също и Ханибал Гиско с гарнизона му. След това Рим започва да строи флота.